# Saint Marys (Pennsylvanie)
Pour les articles homonymes, voir Saint Marys.
Saint Marys est une ville située à l'est du comté d'Elk, en Pennsylvanie, aux États-Unis,. En 2010, elle comptait une population de 13 070 habitants. Elle est incorporé, en tant que borough, le 3 mars 1848 et en 1992, en tant que city.

## Démographie
Lors du recensement de 2010, le borough comptait une population de 13 070 habitants. Elle est estimée, en 2019, à 12 563 habitants.

### Source de la traduction
- (en) Cet article est partiellement ou en totalité issu de l’article de Wikipédia en anglais intitulé « St. Marys, Pennsylvania » (voir la liste des auteurs).